# Flor Marina Delgadillo
Pour les articles homonymes, voir Delgadillo et Ruiz.
Delgadillo  Ruiz est un nom espagnol. Le premier nom de famille, en général paternel, est Delgadillo ; le second, en général maternel, souvent omis, est Ruiz.
Flor Marina Delgadillo Ruiz, née le 21 février 1972 à Chiquinquirá, dans le département de Boyacá, est une coureuse cycliste colombienne. Elle a représenté son pays aux Jeux de Sydney dans l'épreuve de VTT cross-country.

## Biographie
Native de Chiquinquirá, dans le département de Boyacá, elle est issue d'une fratrie de dix enfants. Sans être une brillante élève, elle obtient son baccalauréat, au collège "La Presentación" de Chiquinquirá. Flor Marina préfère faire du sport et rêve de le pratiquer à haut niveau. Son enfance, elle la passe à aider ses parents à la ferme familiale, tout en pratiquant de nombreux sports comme le jogging, le vélo, le basket-ball ou le volley-ball.
En 1995, lassée de s'entraîner seule, elle prend contact avec le club local de VTT et obtient son soutien, devant ses performances. Le "Club Bicicletas Quiroga" l'aligne alors au départ de la "Copa Cundinamarca" qu'elle remporte, première de ses innombrables victoires. Trois mois plus tard, elle représente son département aux championnats de Colombie de VTT. Elle y affronte María Luisa Calle et María Consuelo Restrepo, les deux vedettes de la discipline et termine troisième. Flor Marina Delgadillo est sélectionnée pour représenter la Colombie aux championnats latino-américains de Medellín, où elle se classe deuxième. Delgadillo progresse rapidement et en moins de six mois, elle obtient du Comité olympique colombien une bourse mensuel de 700 000 pesos. Ce qui lui permet de se consacrer entièrement au cyclisme. En 1997, elle effectue sa première sortie hors de Colombie à l'occasion des championnats panaméricains de VTT de Córdoba, en Argentine. Elle termine deuxième de l'épreuve de cross-country. « Heureuse », c'est à cet instant qu'elle comprend qu'elle réalise « son vœu le plus cher », être coureuse cycliste. Cette même année, lui est décerné le titre honorifique de meilleure coureuse de VTT colombienne, pour avoir remporté le championnat latino-américain, terminé deuxième du championnat panaméricain et fini meilleure latino-américaine aux championnats du monde.
Sa première compétition sur route a lieu à Cuenca, lors des Jeux sud-américains de 1998. Vainqueure quelques jours auparavant de la compétition de VTT, Oliverio Cárdenas le directeur technique de la sélection la convainc de prendre part à la course sur route. Après de vaines tentatives pour trouver un vélo, elle emprunte la machine d'un de ses équipiers masculins. Reproduisant la tactique des courses de VTT, elle tente d'épuiser ses adversaires et se fait contrer par María Luisa Calle. Flor Marina Delgadillo monte néanmoins sur le podium. Sa participation aux compétitions sur piste est tout aussi fortuite. Lors des Juegos Deportivos Nationales de Duitama, en 2000. Elle y remporte les épreuves de cross-country et sur route. Jairo Pérez la persuade de tenter l'expérience sur le vélodrome. N'ayant jamais roulé avec un pignon fixe, elle s'aligne au départ de la poursuite individuelle et s'octroie la médaille d'argent.
Mais l'événement majeur de l'année, et de sa carrière, est sa participation aux Jeux de Sydney. Elle décroche son billet pour l'Australie, en montant sur le podium des championnats panaméricains 1999. Elle finit l'épreuve de VTT cross-country à la vingt-quatrième place.
1995 est aussi l'année de sa rencontre avec son époux, Joselín Saavedra, champion national de VTT en 1998. Ils n'ont pas d'enfant, car cela leur semblait incompatible avec la pratique de leur sport.
Pour la saison 2017, après vingt et une années de vélo de compétition, elle signe avec l'équipe Boyacá es para Vivirla, parrainé par Nairo Quintana. Selon Flor Marina, « elle est la plus âgée du peloton colombien mais aussi la plus sereine ». Son objectif est d'apporter son expérience à ses jeunes coéquipières, pour qu'elles puissent monter sur le podium des championnats nationaux et gagner quelques courses où elles seront alignées.
| Palmarès sur route Résultats sur les championnats Jeux panaméricains Winnipeg 1999 Sixième de la course en ligne [ 6 ] Championnats panaméricains Bucaramanga 2000 Cinquième de la course en ligne Medellín 2001 Championne panaméricaine sur route Médaillée d'argent du contre-le-montre Quito 2002 Médaillée d'argent de la course en ligne Médaillée de bronze du contre-le-montre Jeux sud-américains Cuenca 1998 Médaillée de bronze de la course en ligne [ 7 ] Championnats de Colombie 1999 Médaillée d'argent de la course en ligne 2000 Médaillée d'or du contre-la-montre des Juegos Deportivos Nacionales 2001 Championne de Colombie sur route Championne de Colombie du contre-la-montre 2002 Médaillée d'argent de la course en ligne [ 8 ] 2003 Médaillée d'argent de la course en ligne 2008 Médaillée de bronze de la course en ligne | Palmarès VTT Résultats sur les championnats Jeux olympiques Sydney 2000 24 e du cross-country Championnats du monde Château-d'Œx 1997 41 e du cross-country [ 9 ] Mont Sainte-Anne 1998 33 e du cross-country [ 10 ] Sierra Nevada 2000 23 e du cross-country [ 11 ] Jeux panaméricains Saint-Domingue 2003 Sixième du cross-country [ 12 ] Jeux sud-américains Cuenca 1998 Médaillée d'or du cross-country [ 13 ] Championnats panaméricains Córdoba 1997 Médaillée d'argent du cross-country [ 2 ] |